# Parioglossus triquetrus
Parioglossus triquetrus is een straalvinnige vissensoort uit de familie van wormvissen (Microdesmidae). De wetenschappelijke naam van de soort is voor het eerst geldig gepubliceerd in 1985 door Rennis & Hoese.